# Вальмижер
Вальмиже́р (фр. Valmigère) — коммуна во Франции, находится в регионе Лангедок — Руссильон. Департамент коммуны — Од. Входит в состав кантона Куиза. Округ коммуны — Лиму.
Код INSEE коммуны — 11402.

## Население
Население коммуны на 2008 год составляло 21 человек.
| 1962 | 1968 | 1975 | 1982 | 1990 | 1999 | 2008 |
| ---- | ---- | ---- | ---- | ---- | ---- | ---- |
| 32   | 37   | 37   | 32   | 23   | 25   | 21   |

## Экономика
В 2007 году среди 10 человек в трудоспособном возрасте (15—64 лет) 5 были экономически активными, 5 — неактивными (показатель активности — 50,0 %, в 1999 году было 52,6 %). Из 5 активных работали 2 человека (1 мужчина и 1 женщина), безработными были 3 мужчин. Среди 5 неактивных 2 человека были пенсионерами, 3 были неактивными по другим причинам.